# Bella Cup 2011
Il Bella Cup 2011 è stato un torneo professionistico di tennis femminile giocato sulla terra rossa. È stata la 12ª edizione del torneo, che fa parte dell'ITF Women's Circuit nell'ambito dell'ITF Women's Circuit 2011. Si è giocato a Toruń in Polonia dal 27 giugno al 3 luglio 2011.

## Partecipanti

### Teste di serie
| Nazionalità | Giocatrice               | Ranking* | Testa di serie |
| ----------- | ------------------------ | -------- | -------------- |
| Russia      | Anastasija Pivovarova    | 114      | 1              |
| Austria     | Patricia Mayr-Achleitner | 115      | 2              |
| Romania     | Edina Gallovits-Hall     | 125      | 3              |
| Francia     | Stéphanie Foretz Gacon   | 139      | 4              |
| Italia      | Corinna Dentoni          | 146      | 5              |
| Cina        | Han Xinyun               | 151      | 6              |
| Ucraina     | Julija Bejhel'zymer      | 156      | 7              |
| Romania     | Mădălina Gojnea          | 158      | 8              |

- Ranking al 20 giugno 2011.

### Altre partecipanti
Giocatrici che hanno ricevuto una wild card:
- Paula Kania
- Katarzyna Kapustka
- Katarzyna Kawa
- Monika Magusiak

Giocatrici che sono passate dalle qualificazioni:
- Nadya Kolb
- Anna Korzeniak
- Michaela Pochabová
- Chihiro Takayama

## Campionesse

### Singolare
Edina Gallovits-Hall ha battuto in finale  Stéphanie Foretz Gacon, 6–4, 6–3

### Doppio
Stéphanie Foretz Gacon /  Tatjana Maria hanno battuto in finale  Edina Gallovits-Hall /  Andreja Klepač, 6–2, 7–5